# Vrapče
Vrapče es una población rural de la municipalidad de Vogošća, en Bosnia y Herzegovina.

## Demografía
Hasta 1991 la población era de 59 habitantes.